# عبد الرحمن الباني
عبد الرحمن بن محمد توفيق الباني (1335- 1432هـ/ 1917- 2011م) من علماء الشريعة وأعلام المربين وروَّاد مؤصِّلي قواعد التربية الإسلامية، مفتش التربية الإسلامية في سوريا، داعية مرب وأستاذ جامعي.

الشيخ عبد الرحمن الباني في شبابه

## نسبه وولادته
هو عبد الرحمن بن محمد توفيق بن عبد الرحمن بن إبراهيم الشيخ عثمان الباني (نسبة إلى الولي: قضيب البان المَوْصِلي) الحسَني، أبو أسامة، يرجع نسبه إلى الحسن المثنَّى ابن الإمام الحسن ابن أمير المؤمنين علي بن أبي طالب. وُلد في حيِّ الدقَّاقين بدمشق في شعبان 1335هـ/ حَزِيران 1917م.

## علمه ومكانته
أستاذ جامعي مرموق، ومن علماء العربية المعدودين. يتميز بالتزام الفصحى في حديثه، وبجمال الخط وفق قواعد الرقعة.
قارئ نهم مدقق، واسع الاطلاع على التراث العربي والإسلامي المطبوع، يملك مكتبة ضخمة، تحتوي نوادرَ البحوث والدراسات. صاحب آراء إصلاحية غير مسبوقة في قضايا التربية الإسلامية، وذاكرة قوية حاضرة. قضى أكثر من سبعين سنة في ميادين التربية طالبًا ومتعلِّمًا، ومدرِّسًا ومعلمًا، وموجهًا ومفتشًا، ومشرفًا ومنظِّرًا، وخبيرًا ومستشارًا.
كان صاحب فكرة ترجمة القسم الخاص بالحضارة الإسلامية من كتاب "مقدمة في تاريخ العلم" لجورج سارتن وكان حلمه أن يترجم الكتاب وكان يحث عليه وقد عمل بوصيته وقد اكتحلت عيناه برؤية الكتاب مطبوعًا في دار السيد وفي معرض الرياض الماضي وقد كتب للكتاب مقدمة مفيدة.

## تعليمه وابتعاثه
درس المرحلة الابتدائية في المدرسة الجوهرية السفَرجلانية، التي أسسها الشيخ المربي عيد السفرجلاني. وتابع المرحلة الثانوية في مكتب عنبر، وثانوية جودة الهاشمي. ثم التحق بدار المعلمين، وتخرَّج الأول على دفعته، وحصل على شهادة أهلية التعليم سنة 1363هـ/ 1943م. وبعد تخرُّجه في دار المعلمين ابتعثته وزارة المعارف السورية إلى مصر للدراسة في كلية أصول الدين بالأزهر، فقضى في القاهرة سبع سنين، وأبت همَّته العالية إلا أن يعودَ بأربع شهادات بدل الشهادة. فنال:
- الشهادة العالية لكلية أصول الدين في الجامع الأزهر سنة 1365هـ/ 1945م.
- وشهادة العالِمية مع الإجازة في الدعوة والإرشاد بالجامع الأزهر 1367هـ/ 1947م.
- وشهادة ليسانس في الفلسفة من كلية الآداب بجامعة فؤاد الأول (جامعة القاهرة حاليًّا) 1369هـ/ 1950م.
- وإجازة التدريس من المعهد العالي للمعلمين في القاهرة 1370هـ/ 1951م.

درَّس قبل ابتعاثه إلى مصر في (مدرسة التهذيب) قرب جامع الحنابلة، و(مدرسة سعادة الأبناء) التي أنشأها الشيخ علي الدقر، و(مدرسة أنموذج عمر بن عبد العزيز) في منطقة عرنوس.

## جهوده في الشام
عقب عودته من مصر سنة 1951م تولى التدريسَ في دار المعلمين بدمشق، ودار المعلمات، وفي كليتي الشريعة والتربية بجامعة دمشق، سنتين، وكان في كلية التربية مشرفًا على القسم التطبيقيِّ العملي لطلاب الشريعة.
ثم عيِّن مفتشًا اختصاصيًّا لمادة التربية الإسلامية، فكان مسؤولاً عن كل ما يتصل بالمادَّة، من اختيار المعلمين الأكفياء لتدريسها، ووضع مناهجها، والإسهام في تأليف مقرَّراتها، وأشرك معه في وضع منهج مادة مصطلح الحديث للثانويات والمعاهد الشرعية: الشيخ محمد ناصر الدين الألباني، ود. محمد أمين المصري. وكان وضعُه لمناهج المعاهد الشرعية والثانويات الشرعية بتوجيه من الأستاذ هاشم الفصيح رئيس الهيئة التفتيشية. وأفاد في وضع المناهج من نُصح د. عبد الرحمن رأفت الباشا، واستعان في إعدادها بالشيخ د. مصطفى الخن؛ لثقته بعلمه وإخلاصه.
ووُضعت مقرَّرات نافعة، وأُلفت كتب جيدة بناء على تلك المناهج. وقد أسهم الشيخ علي الطنطاوي في وضع منهج التاريخ الإسلامي، بما أسماه (أعلام المسلمين)، وألَّف مقرَّرات المنهج أخوه الشيخ محمد سعيد الطنطاوي.
وكان للشيخ أثرٌ مهم في افتتاح ثانويات شرعية للبنات، بسعيه لدى الشيخ أحمد الدقر الشقيق الأكبر للشيخ عبد الغني الذي استجاب لدعوته وإلحاحه، وعمل على افتتاح تلكم الثانويات لتكون تابعة لوزارة المعارف.
شارك في القاهرة زمن الوحدة في اجتماعات مناقشة توحيد المناهج بين سوريا ومصر، صحبة الأستاذ أحمد مظهر العظمة، ووفَّقهما الله في تثبيت أمور مهمَّة في منهج التربية الإسلامية.

## اعتقاله وسجنه
اعتُقل الشيخ مرتين؛ الأولى في مصر سنة 1949م في أحداث الإخوان المسلمين، وسُجن عامًا دراسيًّا كاملاً، في معتقَل الطُّور مع صديقه الودود عبد النافع السِّباعي، دخلا في اليوم نفسه، وخرجا أيضًا معًا.
والأخرى في دمشق سنة 1963م اعتُقل 79 يومًا، بعد كلمة ألقاها في جامع المرابط بحيِّ المهاجرين عقب خُطبة الشيخ أمين المصري، تحدَّث فيها عن فساد التعليم في سوريا في ظلِّ حزب البعث، وكانت خُطبةً قوية جريئة سمَّت الأشياء بأسمائها صراحة، وقد اعتُقل معه الأستاذ جودت سعيد، وخرجا من السجن معًا.
وبعد خروجه عُزل من التفتيش، ومُنع من التدريس في المدارس الحكومية، فدرَّس في معهد التوجيه الإسلامي نحو سنتين، وكان المدير الشيخ صادق حبنَّكة الميداني.

## جهوده في السعودية
ثم في نحو سنة 1964م انتقل إلى الرياض، فعمل في وزارة المعارف السعودية، وفي إدارة معاهد إعداد المعلمين. وشارك في تأسيس المعهد العالي للقضاء، ووضع مناهجه، بتكليف من فيصل بن عبد العزيز آل سعود، وكانت لجنة التخطيط للمعهد برئاسة العلامة الشيخ محمد بن إبراهيم مفتي المملكة، ومن أعضائها: العلامة عبد الرزاق عفيفي، والشيخ مناع القطان.
وشارك أيضًا في وضع سياسة التعليم بالمملكة، وكان عضوًا خبيرًا في اللجنة الفرعية لسياسة التعليم، ومن أعضائها: محمد سعيد الطنطاوي، ومناع القطان، وسائر الأعضاء سعوديون منهم الشيخ سعيد الجندول. ويرى الباني أن هذه السياسة هي وثيقة ثمينة عظيمة النفع دقيقة ومتكاملة، أُقيمت وفق الشريعة الإسلامية، تصلُح لنهضة التعليم في العالم كلِّه. وقد وُضعت السياسة بأمر من فيصل بن عبد العزيز آل سعود الذي انتبه لخطر أثر المعلمين المصريين في نقل الفكر القومي الجاهلي، والفكر الاشتراكي الوضعي، إلى الطلاب السعوديين. ورأسَ اللجنة وزير المعارف د.حسن آل الشيخ. وقد اطلع الشيخ أبو الأعلى المودودي على سياسة التعليم، فأُعجب بها عظيمَ الإعجاب، وقال: إن المملكة تملك ثروات غنية طائلة، ولكنَّ أعظم ثرواتها هي سياسة التعليم.
وأسهم في تأسيس مدارس تحفيظ القرآن الكريم بالمملكة.
وكلِّف التدريسَ في كلية الشريعة وكلية اللغة العربية بجامعة الإمام محمد بن سعود الإسلامية، بالرياض، وفي قسم الاجتماع من كلية التربية بجامعة الإمام،
وكان عضوًا في لجنة قبول الطلاب لمرحلة الماجستير. وبلغ تدريسه الجامعي زهاء 30 سنة، أشرف فيها على عدد من رسائل الماجستير والدكتوراه، وشارك في مناقشة رسائل أخرى.
وكان أولَ من وجه طلاب الدراسات العليا إلى دراسة الفكر التربوي عند أعلام المسلمين في رسائلهم الجامعية، كالفكر التربوي عند الغزالي، وابن خلدون، وابن تيمية، وابن القيم... إلخ.
وأسهم في نحو سنة 1392هـ في تأسيس مدارس (منارات الرياض الأهلية)، وهي مدارس نموذجية رفيعة المستوى، غايتها تربية طلابها على الإسلام في منهج تربوي متكامل، وهي مشروع غير ربحي، وعمل الشيخ فيها موجِّهًا ومشرفًا عامًّا سنوات من 1412- 1418هـ.
وكان عضوًا في لجنة المراجعة النهائية للموسوعة العربية العالمية التي صدرت في ثلاثين مجلدًا برعاية الأمير سلطان بن عبد العزيز آل سعود.
وعضوًا في لجان جائزة الملك فيصل العالمية ثلاث سنوات. وشارك في عدد من المؤتمرات العلمية والإسلامية داخل المملكة وخارجها. وقضى ثماني سنين يعمل مستشارًا لوزير المعارف السعودي الدكتور محمد بن أحمد الرشيد.
كان ذا نشاط وافر في تعرف أعلام عصره، والتواصل مع كبار العلماء والمفكرين والأدباء ممن أدركهم، وربطته بكثير منهم روابط متينة من الإفادة والتعاون المثمر.

## نشاطه الدعوي
كان ذا همَّة عالية ونشاط وافر في تعرُّف أعلام عصره، والتواصل مع كبار العلماء والمفكرين والأدباء  ممن أدركهم، وربطته بكثير منهم روابطُ متينة من الإفادة والتعاون المثمر.
وكانت له مشاركةٌ فاعلة في العمل الدعوي الإسلامي في الشام مع الشيخ د. محمد أمين المصري وكان يدَه اليمنى، ومع د. مصطفى السباعي، والأستاذ عصام العطار، والشيخ زهير الشاويش. وشارك في العمل الإسلامي في مصر مع الإمام حسن البنا، ووضع بتكليف منه منهجًا لمعهد إعداد الدعاة، الذي لم يُكتَب له القيام، وقد سُرَّ به حسن البنَّا جدًّا.
صلته بالألباني:
كان له صلة بالمحدِّثَ الشيخ محمد ناصر الدين الألباني بعد رجوعه من مصر، حيث عرَّفه به صديقه ورفيق دربه د. محمد أمين المصري، وقد أعجب أيَّما إعجاب بمنهج الألباني في تحقيق الأحاديث، واتباع الدليل، ووجد عنده ما افتقده عند جُلِّ من تلقَّى عنهم، فصحبه ولازمه، وصار من خواصِّه الأوفياء. وفتح له ولأصحابه بيته لتُعقَد فيه مجالسُ العلم التي كان يغشاها نخبةٌ من كبار المثقفين وذوي الفضل بدمشق، واستمرَّت صلتُه بالشيخ وثيقةً متينة إلى وفاته، ويعدُّه الباني من أكثر الناس تأثيرًا فيه.
أما سائرُ الكتب الأربعة التي ألفها الألباني بطلب وحثٍّ من شيخنا الباني فهي: (أحكام الجنائز) ألفه استجابة لطلب الباني حينما توفيت عمَّته أن يكتبَ له على عجل ما صحَّ عن رسول الله -صلى الله عليه وسلم- في تجهيز الجنازة وتشييعها، فكتب له الألباني ملخصًا نافعًا، وأشرف الباني على جنازة عمَّته وفق السنة الصحيحة، وبعد ذلك طلب إلى الشيخ الألباني أن يبسطَ القول فيما كتب، ليجعله كتابًا ينتفع به الناس، ففعل. وثالث الكتب (جلباب المرأة المسلمة)، وآخرها (صحيح الأدب المفرد). كانت له دروس تُعقَد في جامع المرابط بالمهاجرين، وألقى درسًا واحدًا في الحرم المكي.

## آثاره العلميَّة[5]
لم يعتنِ بتأليف الكتب؛ إذ كان جلُّ اهتمامه متجهًا إلى ما يراه أهمَّ وأجدى وهو وضع المناهج والخطط التربوية، والعمل في ميادين الإصلاح والتربية الفاعلة

### بحوثه
- (مدخل إلى التربية في ضوء الإسلام)، كان جزءًا من منهج للتربية وضعه الشيخ، ثم اطلع عليه العلامة أحمد راتب النفاخ فألفاه جديرًا بالطباعة، وألحَّ على الشيخ أن يطبعَه فنشره في المكتب الإسلامي ببيروت، ط2، 1403هـ/ 1983م.
- (الفِلم القرآني)، نشره المكتب الإسلامي ببيروت، ومكتبة أسامة بالرياض، ط1، 1403هـ/ 1983م.
- (ابن خلدون والأدب)، بحث قدَّمه في السنة الأولى من دار المعلمين، لأستاذه د. عبد الحليم خلدون الكناني، ثم نشر جزءًا منه في مجلة (التمدن الإسلامي) بطلب من الأستاذ أحمد مظهر العظمة، ثم أُعيد نشره في مجلة اليمامة بالسعودية دون علمه!
- (الدين والتربية وأسس التربية الدينية)، بحث قدَّمه في السنة الثانية من دار المعلمين، لأستاذه محمد بن عبد القادر المبارك أبي هاشم.
- (فكرة وحدة الوجود عند ابن عربي)، بحث قدَّمه في كلية الفلسفة، بجامعة فؤاد الأول، (جامعة القاهرة اليوم).
- (فن التراجم وحاجة الأمة إليه)، بحث أعدَّه لطلابه في دار المعلمين.

### من مقالاته
- (فلنذكر في هذا اليوم العظيم ذلك الرجل العظيم عبد الحميد بن باديس)، نشرت في صحيفة (العَلَم) الدمشقية التي كان يُخرجها صهره الأستاذ عزَّة حُصرية، وقت إقامة معاهدة (إيفيان) سنة 1962م.
- (أوصيكم بالمقدِّمات خيرًا)، تحدَّث فيها عن أهميَّة مقدمات الكتب في الوقوف على مناهج أصحابها، وفي الإفادة المثلى من مضمونها.
- (الزيادة السكَّانية نعمة ربَّانية)، أنشأها ردًّا على وزير سعودي أبدى تخوُّفًا من الزيادة السكانية في المملكة التي بلغت ثمانية في المئة (8%).
- (حوار مطوَّل مع الشيخ تقي الدين الهلالي)، أجراه معه في دمشق بالاشتراك مع د. محمد بن لطفي الصباغ، ونُشر في صحيفة (العَلَم) الدمشقية.

### الكتب التي قدم لها
- (العبودية) لشيخ الإسلام ابن تيمية، بتحقيق زهير الشاويش، وتخريج محمد ناصر الدين الألباني، نشر المكتب الإسلامي، ط1 بدمشق 1482هـ/ 1962م، وط7 ببيروت 1426هـ/ 2005م.
- (معجم المصطلحات الدينية) للدكتور عبد الله أبو عشِّي المالكي، والدكتور عبد اللطيف الشيخ إبراهيم، نشر مكتبة العبيكان، ط1، 1995م.
- (لمحات في تاريخ العلوم الكونية عند المسلمين) للعالم الكيميائي د. عبد الله حجازي، ط1 في الرياض، 1417هـ/ 1996م.
- (العقل عند شيخ الإسلام ابن تيمية) للدكتور فهمي قطب النجَّار، ط1، 1425هـ/ 2004م.
- (الخرَسانة) للدكتور المهندس حبيب زين العابدين، وهي مقدِّمة مهمة بعنوان: ضرورة التأليف باللغة العربية في العلوم التجريبية والتقنية.
- (طريق الخلاص) للأديب المفكِّر سيِّد قطب، من رسائل مسجد جامعة دمشق، طُبعت في المجموعة الثالثة من الرسائل التي نشرها المكتب الإسلامي، سنة 1405هـ/ 1985م.
- (اللغة العربية بين أوليائها وأعدائها) للدكتور تقي الدين الهلالي، من رسائل مسجد جامعة دمشق، وهي من الرسائل التي لم يُعَد نشرُها في مجموعات المكتب الإسلامي.
- (مقدِّمة في تاريخ العلم) لجورج سارتون، راجعه الشيخ كاملاً وصحَّحه وكتب بعض حواشيه، وترجمه د. أحمد عبد الفتاح الليثي، وراجعه الأستاذ البروفيسور عبد الرحمن سليمان من جامعة لوفين ببلجيكا، وقدَّم للكتاب أيضًا العالم الدكتور محمد مراياتي، صدر عن دار السيِّد للنشر، ط1، 1432هـ/ 2011م.

## مما قيل فيه[6]
أثنى عليه خيرًا أستاذه الشيخ علي الطنطاوي في تقديمه لرسالة (المرأة المسلمة)، التي وزِّعت في حفل زفافه، فقال: "عرفته تلميذًا وعرفته صديقًا، فما رأيت في شباب الشام من يفضله في حسن سيرته، واتباعه أمرَ الشرع ونهيه، فهو مسلم صادق الإسلام، في ظاهره وفي باطنه، وفي وحدته وفي صحبه".
ووصفه الطنطاوي أيضًا في معرض حديثه عن عمِّه العلامة الشيخ محمد سعيد الباني بقوله: "هو العالم العامل الصالح الأستاذ عبد الرحمن الباني". وقال أيضًا: "ومن آل الباني الأستاذ عبد الرحمن (الحفيد)، وهو عالم ديِّن، كان مفتشَ العلوم الإسلامية في وزارة المعارف السورية، فأدى في الوظيفة حقَّ الله، ووفَّى الأمانة، وأفاد ناشئة المسلمين".
وكالَ له الطنطاوي جميلَ الثناء في معرض حديثه عن المدرسة الجوهرية السفرجلانية، قال: "وكان من تلاميذي فيها واحدٌ نبغَ حتى صار من شيوخ التعليم، ومن العلماء، وأمضى شطرًا من عمره موجِّهًا للمدرسين، مشرفًا على وضع المناهج، وتأليف الكتب في العلوم الدينية؛ لأنه كان مفتش التربية الدينية في وزارة المعارف، وهو أحد تسعة كانوا أوفى من مرَّ بي من الطلاب، وقد مرَّ بي آلاف وآلاف وآلاف.. هو الأستاذ عبد الرحمن الباني".
وعدَّه أحدَ علماء العربية الذين حفظ الله بهم العربية في الشام. وقال عنه يوم كان مفتشًا للتربية الإسلامية، وعن سَمِيِّه عبد الرحمن رأفت الباشا مفتش اللغة العربية: "فصَنَعا للدين وللعربية ما يبقى في الناس أثرُه، وعند الله ثوابه".
وكثيرًا ما كان يُثني عليه الشيخ المحدِّث عبد القادر الأرناؤوط، ويفيض في الحديث عن أسلوبه الفذ في النصح والدعوة، ويعزو إليه الفضل في اتجاهه السلفي، ونقل عن الشيخ غالب الحرش قوله: "لما سكن الباني في حي الميدان كانوا يدعونه أحمد بن حنبل".
وذكره الأستاذ عصام العطار، فقال: "لا أعرف أحدًا أفضل من عبد الرحمن الباني في هذه الدنيا، نعم أعرف مثله: محمد سعيد الطنطاوي وغيره، هذه الطبقة نادرة، لكني لا أعرف أحدًا أفضل منه. عبد الرحمن الباني رجل نادر المثال، ولكنه من الناس المتواضعين، هنالك ناس جواهر لا يكاد يعرفهم إلا القلة، وهناك ناس لا يساوون شيئًا تجدهم مالئين الدنيا، وشاغلين الناس".
ووصفه العلامة الشيخ د. مصطفى الخن بعد رفقة طويلة، ومهمَّات علمية كثيرة، بقوله: "إنه يؤدي ما كُلِّفه بدأب وإتقان، ثم لا يريد أن يُنسبَ إليه شيءٌ مما أنجزه!".
وقال فيه العلامة د. محمد لطفي الصباغ: "لا أعرف في علماء الشام من هو أعلم وأتقى وأورع من الشيخ الباني".
وقال عنه تلميذه أيمن بن أحمد ذو الغنى: "وإذا حُقَّ لي أن أشهدَ بعد عشرٍ من السنين صحبتُ فيها الشيخ وكنت منه قريبًا دانيًا فإني أقول: والله، على كثرة من عرفتُ من العلماء الصالحين ومن الكبراء الفاضلين، لم أرَ رجلاً أبرَّ صدرًا، ولا أبعدَ غائلة، ولا أشدَّ حبًّا للعاقبة، ولا أنصحَ للعامَّة، ولا أرفقَ بالخلق، ولا أغيرَ على شرع الله وحرماته، ولا أرقى خلقًا وتواضعًا، ولا أمضى عزيمةً وهمَّة من شيخنا الجليل عبد الرحمن الباني، جمعني ربي به ومحبِّيه في جنات النعيم مع سيِّد الخلق الحبيب الأعظم نبينا محمد صلواتُ ربي وسلامه عليه وعلى آله وأصحابه".

## وفاته
عانى الشيخ في الشهرين الأخيرين آثار تليُّف الكَبِد، وفي ليلة الخميس 9 من جُمادى الآخرة 1432هـ (12/ 5/ 2011م) انخفض ضغطُ الشيخ جدًّا، فأُسعفَ إلى مستشفى الملك خالد بجامعة الملك سعود، وقُبَيل الفجر أصيب بنزف في المعدة، وبدأ وَجيبُ القلب يخفتُ شيئًا فشيئًا حتى توقَّف تمامًا.
وكانت الصلاة عليه في جامع الراجحي الكبير بالرياض مشهودة، حضرها خلقٌ كثير امتلأ بهم المسجد على سعَته.
ثم شُيِّع الشيخ إلى مقبرة النسيم، وحضر الدفنَ جمٌّ غفير من أهل العلم والفضل، وأذكر من كبار العلماء أصحاب الفضيلة: د.عبد الرحمن البرَّاك، ود. سعود الفنيسان، ود. محمد أديب الصالح، ود. محمد بن لطفي الصباغ، ود. عبد القدوس أبو صالح، والشيخ عبد الله علوش، والشيخ صالح الشامي، ود. عبد الكريم بكار.
ومن العلماء والدعاة: الشيخ سليمان الحرش، والشيخ منيب بن محمود شاكر، ود. محمد سعيد الدبَّاس، ود. علي الشبيلي، ود. عبد العزيز الصَّهيل، ود. صالح الضويحي، والشيخ زياد بن عمر التكلة، ود. علي حسن، والشيخ عمر الحفيان، والشيخ وئام بدر، والأستاذ حسن العبود.ومن أهل الفضل: العالم الكيميائي د. عبد الله حجازي، والصحفي الكبير مطيع النونو، والأستاذ سليم البرادعي، ود. فهمي قطب النجَّار، والأستاذ المؤرخ عبد الكريم السمك، والطبيب الألمعي د. عبد الرزاق مخللاتي، والأستاذ محمد بن سعيد السيِّد، والأستاذ الشاعر فيصل الحجِّي، والأستاذ صدقي البيك، والشاعر الأديب د. أحمد الخاني، والشاعر المربي د. سامر البارودي، والمهندس الحافظ د. سمير الوتَّار، والطبيب د. محمد ابن الشيخ أمين شاكر، والأستاذ محمد بن مصطفى السِّباعي، والأستاذ الإعلامي مروان خالد.

## وصلات خارجية
- مقالته في ضرورة التأليف بالعربية في العلوم التجريبية والتقنية
- عبد الرحمن الباني نبذة مطولة